# Anthicus dzhungaricus
Anthicus dzhungaricus es una especie de coleóptero de la familia Anthicidae.

## Distribución geográfica
Habita en Mongolia.